# Dragiša Brašovan
Dragiša Brašovan (srbsky: Драгиша Брашован; 25. května 1887 – 6. října 1965) byl srbský architekt, považovaný za jednoho z nejvýznamnějších architektů první poloviny 20. století v bývalé Jugoslávii.

## Životopis
Základní a střední školu vystudoval Brašovan v rodném Vršaci. Mezi lety 1906 až 1912 studoval architekturu na technické fakultě budapešťské univerzity Műegyetem. Kvůli neúspěchu si původně čtyřleté studium musel prodloužit nakonec až na šest let; na závěrečných zkouškách v roce 1909 neuspěl.
Po dokončení svých studií začal v maďarské metropoli také pracovat. Krátce také působil i v Sarajevu. Po skončení první světové války se vrátil do vlasti; několik let pracoval jako městský architekt ve Velkém Bečkereku. V Bělehradě také založil studio Arhitekt, v němž pracoval spolu s Milanem Sekulićem. Do roku 1920 navrhl Brašovan několik staveb v oblasti dnešní Vojvodiny, například budovu kreditní banky v Pančevu nebo bytového domu ve Vršaci.
Brašovanovi přinesl věhlas jugoslávský pavilon pro světovou výstavu v Barceloně v roce 1929. V témže roce také vstoupil do společnosti moderních architektů. V 30. letech Brašovan žil a působil v Bělehradě.
V období po druhé světové válce se Brašovan věnoval rozvoji architektury, která měla být "socialistická podle obsahu a lidová ve své formě". Navrhl několik dělnických kolonií, které vyrostly v Zvorniku, Tuzle a Jagodině a také celou řadu železničních stanic, které byly vystavěny při obnově dráhy v západním Srbsku.

## Projekty
Mezi budovy, které byly zrealizovány podle jeho návrhu patří např. budova státní tiskárny (dnes Budova BIGZ) – 1941, budova Dunajské bánoviny – 1939, zrenjaninská sokolovna, velitelství letectva v Zemunu a jiné.
V roce 1941 představil jen několik týdnů před vpádem fašistických vojsk do Jugoslávie plán na modernistickou přestavbu Bělehradu, která nesla název Nový Bělehrad (Novi Beograd). Učinil tak na základě pověření, které získal od městské správy, dlouhodobě usilující o modernizaci metropole. Na soutoku řek Dunaje a Sávy, kde se až do druhé světové války nacházela jen velmi sporadická zástavba, mělo podle Brašovana vzniknout město pro půl milionu lidí, označované kódovým názvem City.
Po druhé světové válce navrhl Brašovan několik sídlišť v Podgorici (tehdejším Titogradu, v Jagodině, Šabaci, Zvorniku a Aranđelovaci). Připravil také projekty několika hotelů v Tuzle a Hotel Metropol v centru Bělehradu. V souvislosti s obnovou země po druhé světové válce pracoval i na projektech některých nových nádraží, která byla budována na západě Srbska.
Poslední objekt, který Dragiša Brašovan ve svém životě navrhl, byla ústřední novosadská pošta, která se svým symetrickým průčelím představuje jednu z dominant města.